# Jaci Antonio Louzada Tupi Caldas
Jaci Antonio Louzada Tupi Caldas (1898- 1946) (también firmaba Jacy Antonio Louzada Tupy Caldas, pero fue más conocido como Tupi Caldas). Contribuyó a la paleontología describiendo algunos animales que se encuentran en la región de Paleorrota.

## Biografía
Vivió en Porto Alegre, fue profesor de la escuela militar y miembro del Instituto de Historia y Geografía de Rio Grande do Sul, se graduó en Farmacia - en 1917 en la Facultad de Medicina de Porto Alegre. En paleontología ayudó a describir Dinodontosaurus pedroanum y Hyperodapedon mariensis.

## Algunas publicaciones
- 1933. Curso geral de mineralogia e geologia aplicada ao Brasil. 349 pp.